# 勝井騒動
勝井騒動（かついそうどう）は、元治元年（1864年）10月から翌慶応元年（1865年）5月にかけて発生した対馬藩の内紛。

## 概要
対馬藩では対馬事件以後、藩内の内紛が激化して藩主宗義達の後見人となっていた母方の伯父勝井五八郎（員周）と家老の大浦教之助が激しく争っていた。勝井はロシアなどの外国勢力から対馬を守るためには江戸幕府に頼る方針を採り、佐幕派勢力の支持を受けた。一方、大浦は宗氏の縁戚（宗義章の正室が毛利斉熙の娘）である長州藩の支援を受けて攘夷を断行すべきであるとして尊攘派勢力の支持を受けた。尊攘派は軽卒出身の勝井に対して反発する藩士を巻き込んで藩校日新館を拠点として勢力を広げたが、その一方で藩主義達を一時周防国（長州藩領）に退避させる構想を出したことから尊攘派に対する反感もあった。
藩主・義達は次第に藩内の大勢に従って尊攘派に接近するようになったが、中央では八月十八日の政変以後長州藩は苦境に立つようになった。これに危機感をもった勝井は元治元年（1864年）4月23日に大浦の嫡男で勘定奉行を務めていた申禄（作兵衛）を暗殺して飛領のあった肥前国田代（現在の佐賀県鳥栖市）に出張名目に逃亡した。ところが、田代に入った勝井は大浦が病気で倒れたと知り、政権奪還の好機とみて同地の代官である平田達弘（大江）とともに挙兵を謀った。平田は尊攘派であったが、大浦に代わる尊攘派の指導者の地位を望んでこれを了承した。
元治元年（1864年）10月13日、平田の支援で兵を集めた勝井は対馬の藩主邸を占拠し、家老に任じられて政権を掌握すると、藩主の周防移転の中止を宣言した。10月25日には幽閉されて抗議の絶食をしていた大浦が死去すると、勝井は日新館関係者など尊攘派を処刑あるいは自害させた。その数は大浦を含めて107名に達した。ところが、田代に残っていた平田は、突如、長州藩や福岡藩など尊攘派諸藩に対して対馬藩の危機を訴え、勝井打倒を訴える一方で、田代に亡命してきた日新館関係者ら尊攘派や勝井による粛清策に失望して離れた人々などを受け入れ、尽義隊を結成して反勝井を宣言した。長州藩や、三条実美などから派遣された詰問の使者や、藩内に広がる反勝井の動きに動揺した藩主義達は、翌慶応元年（1865年）5月2日（または3日）になって勝井を討った。これを見た平田は6日に尽義隊を率いて対馬に帰還したが、大浦と勝井の共倒れが平田の策動であったと知られると引退を余儀なくされ、慶応元年（1865年）11月11日には斬罪となった。